# آلفرد آشفورد
آلفرد آشفورد (به انگلیسی: Alfred Ashford)، نام یکی از شخصیت‌های سری رزیدنت ایول است. او و خواهر دوقلویش، در سال ۱۹۷۱ و در جریان آزمایش‌های پدر خود در مورد پروژهٔ ورونیکا آشفورد، به شکل آزمایشگاهی و در جزیرهٔ راکفورت، متولد شد. او و خواهرش از DNA ورونیکا آشفورد پدید آمده و دارای صفات مطلوب گوناگونی بودند. ویژگی بارز آلفرد، میل به نظامیگری و جنگاوری و ویژگی بارز خواهرش، هوش سرشار او بود. آن دو کودک بعدها پس از آنکه متوجه شدند، چگونه به وجود آمده‌اند، از پدرشان خشمگین شده بودند. آلکسیا پس از انجام آزمایش‌های فراوان، با ترکیب ویروس مادر با دی‌ان‌ای ورونیکا آشفورد، ویروس T-Veronica را کشف کرده بود. با پیشنهاد آلفرد، پدرشان به عنوان نمونهٔ آزمایش‌های آلکسیا انتخاب شد. سرانجام نیز در سال ۱۹۹۸، آلفرد و پدرش به دست استیو بورنساید و کلر ردفیلد و آلکسیا آشفورد نیز به دست کریس ردفیلد کشته می‌شوند.
- حضور او در این سری: رزیدنت ایول کد: ورونیکا و رزیدنت ایول: تاریخچه تاریکی